# Балм (Савоја)
Балм (фр. Balme (Savoie)) је насељено место у Француској у региону Рона-Алпи, у департману Савоја.
По подацима из 2011. године у општини је живело 263 становника, а густина насељености је износила 27,98 становника/km².

## Демографија
| 1962. | 1968. | 1975. | 1982. | 1990. | 2011. |
| ----- | ----- | ----- | ----- | ----- | ----- |
| 192   | 141   | 147   | 155   | 159   | 263   |